# Cibulka (rozhledna)
Cibulka je rozhledna nacházející se na Šibeničním vrchu (kóta 666 m n. m.), na jeho východním vrcholu 656 m n. m., v Krušných horách / Klínovecké hornatině / Krajkovské pahorkatině . Stojí asi 920 m jižně od kostela sv. Archanděla Michaela v Oloví v Karlovarském kraji. Rozhledna je volně přístupná po celý rok.

## Historie rozhledny
Původně stála rozhledna na Boučském vrchu asi 1,5 km východně od dnešní stavby. Nechal ji tam vybudovat majitel Svatavských přádelen Josef Schmieger. Ten se slavnostního otevření v roce 1896 nedožil a rozhledna chátrala až do doby, než zchátralou rozhlednu v roce 1913 odkoupil Okrašlovací spolek města Oloví. Rozhledna byla rozebrána a přemístěna na Šibeniční vrch. K úplnému zničení rozhledny došlo za druhé světové války. V roce 2011 se začal realizovat projekt na obnovení rozhledny. Slavnostní otevření nové rozhledny se uskutečnilo 31. srpna 2014.
Jejím kmotrem je český moderátor Aleš Cibulka, který ze zdejšího kraje pochází.

## Technické řešení
Rozhledna byla navržena jako ocelová konstrukce tvořená nosníky z uzavřených obdélníkových profilů, které jsou v horizontální rovině spojeny kruhovými prstenci. Celková hmotnost ocelové konstrukce činí 31 250 kg. Základový blok je železobetonový, nad horní plochu základu je v místech patek vytaženo šest železobetonových hranolů. Konstrukce je ve dvou výškových úrovních doplněna o kruhové prstence spojené šesti půloblouky. Rozhledna má dvě vyhlídkové plošiny. První plošina je ve výšce 4,29 m a druhá ve výšce 25,15 m nad terénem. Horní vyhlídková plošina je osazena v kupoli tvaru „cibule“. Na vyhlídkové plošiny vede centrální spirálové schodiště. Střešní konstrukce rozhledny je kuželová. Systém protikorozní ochrany je řešen žárovým zinkováním.

## Přístup
Nejpohodlnější přístup k rozhledně je po dobře upravené, nejprve polní, později lesní šotolinové cestě, odbočující ze silnice z Krajkové do Studence. Trasa začíná u odbočení ze silnice, necelý kilometr za vesnicí Libnov. Trasa jen mírně stoupá až k hlavnímu vrcholu Šibeničního vrchu s lesní Černou kapličkou, kolem níž rostou památné stromy Buky u černé kapličky. Odtud již trasa kopíruje modře značenou naučnou stezku orientovanou na historii hornictví v Oloví. Délka trasy je 2,1 km. V roce 2015 byla vyznačena nová žlutá turistická stezka z Oloví. Tato nejkratší trasa začíná u kostela sv. Archanděla Michaela na náměstí v Horním Oloví. Její délka je 1,2 km s převýšením přibližně 140 m. Od zhruba poloviny trasy je pěšina poměrně strmá, přesto vhodná pro pěší turisty, ale sjízdná pouze na horském kole. K rozhledně je rovněž přístup z náměstí v Horním Oloví po naučné hornické stezce. Stezka vede kolem kaple sv.  Josefa až k Černé kapličce na hlavním vrcholu Šibeničního vrchu, pak po šotolinové cestě k rozhledně. Délka trasy je 1,7 km. I tato trasa má značně strmý úsek, sjízdný zdatnými cyklisty pouze na horském kole.

## Výhled
Z rozhledny je výhled všemi směry. Severním směrem je vidět město Oloví, hřebeny Krušných hor a německý Klingenthal, východním směrem Boučský vrch (kóta 667 m n. m.), který je od rozhledny vzdálen asi 1,5 km a kde stála původní rozhledna. Jihovýchodním až jižním směrem je vidět Sokolovská pánev a město Sokolov, v pozadí kopce Slavkovského lesa, západním směrem nejzápadnější část Krušných hor a Smrčiny se Zelenou horou (kóta 641 m n. m.).

## Fotogalerie

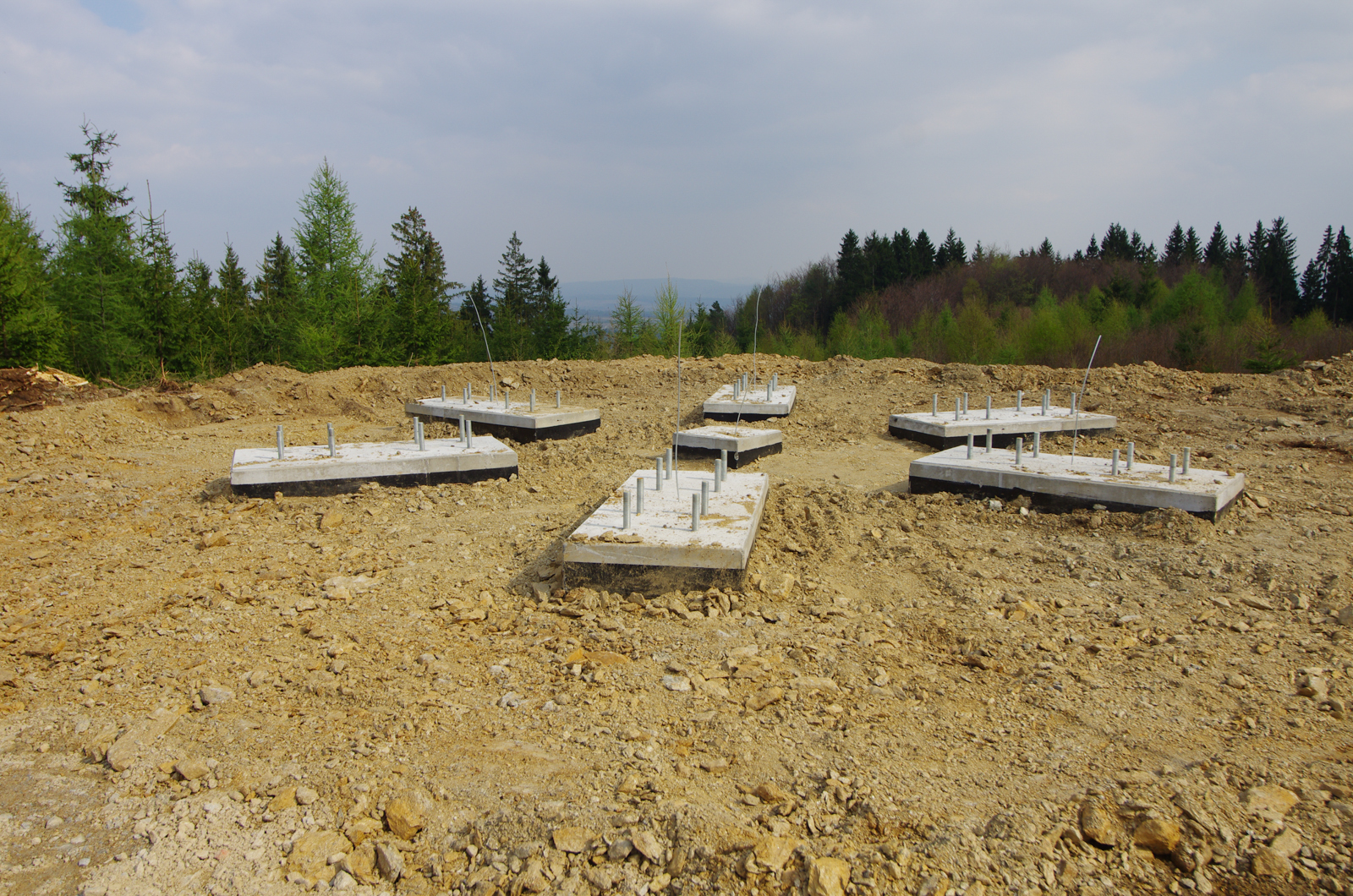
Základy rozhledny v dubnu 2014
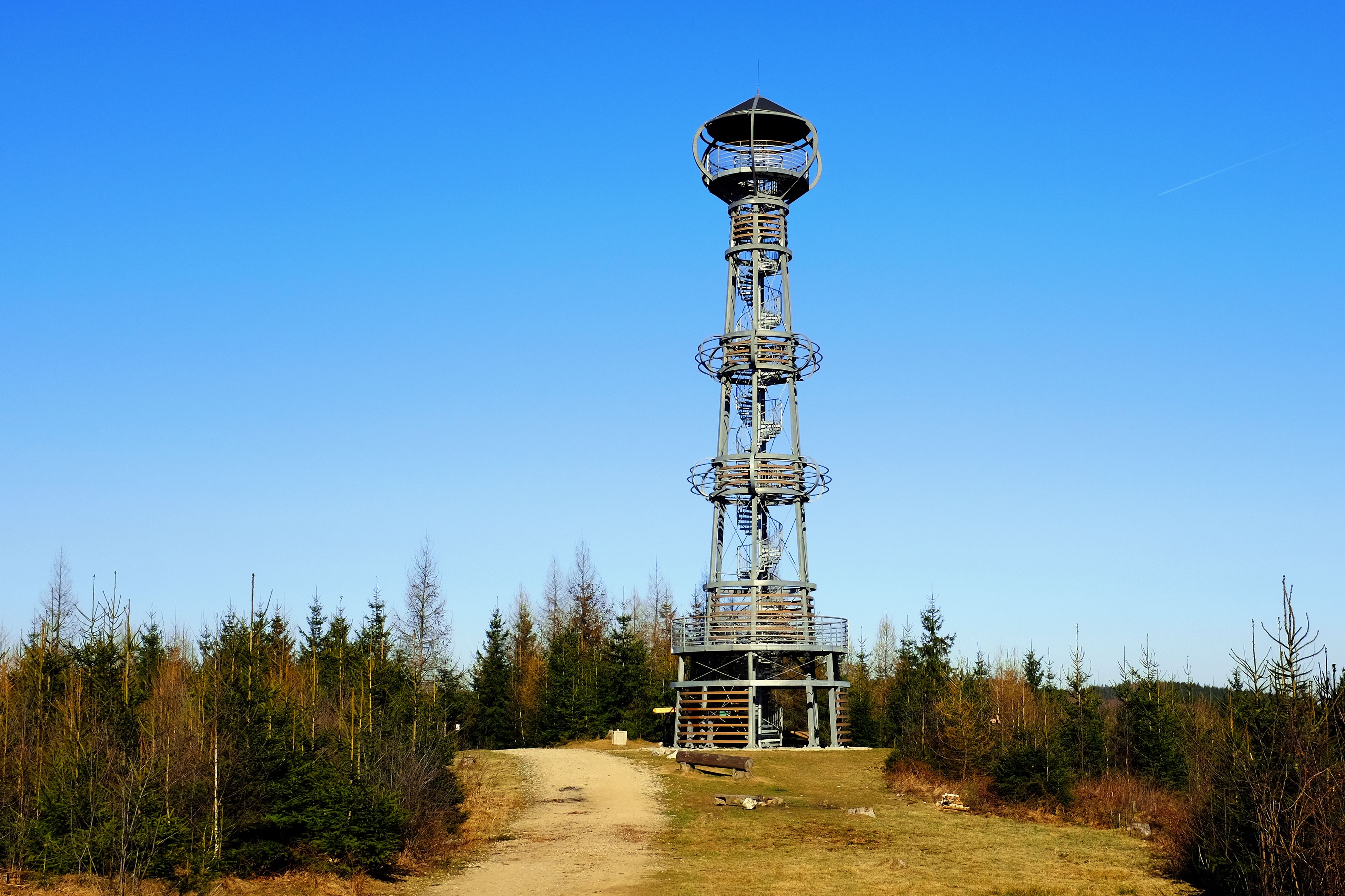
V březnu 2017
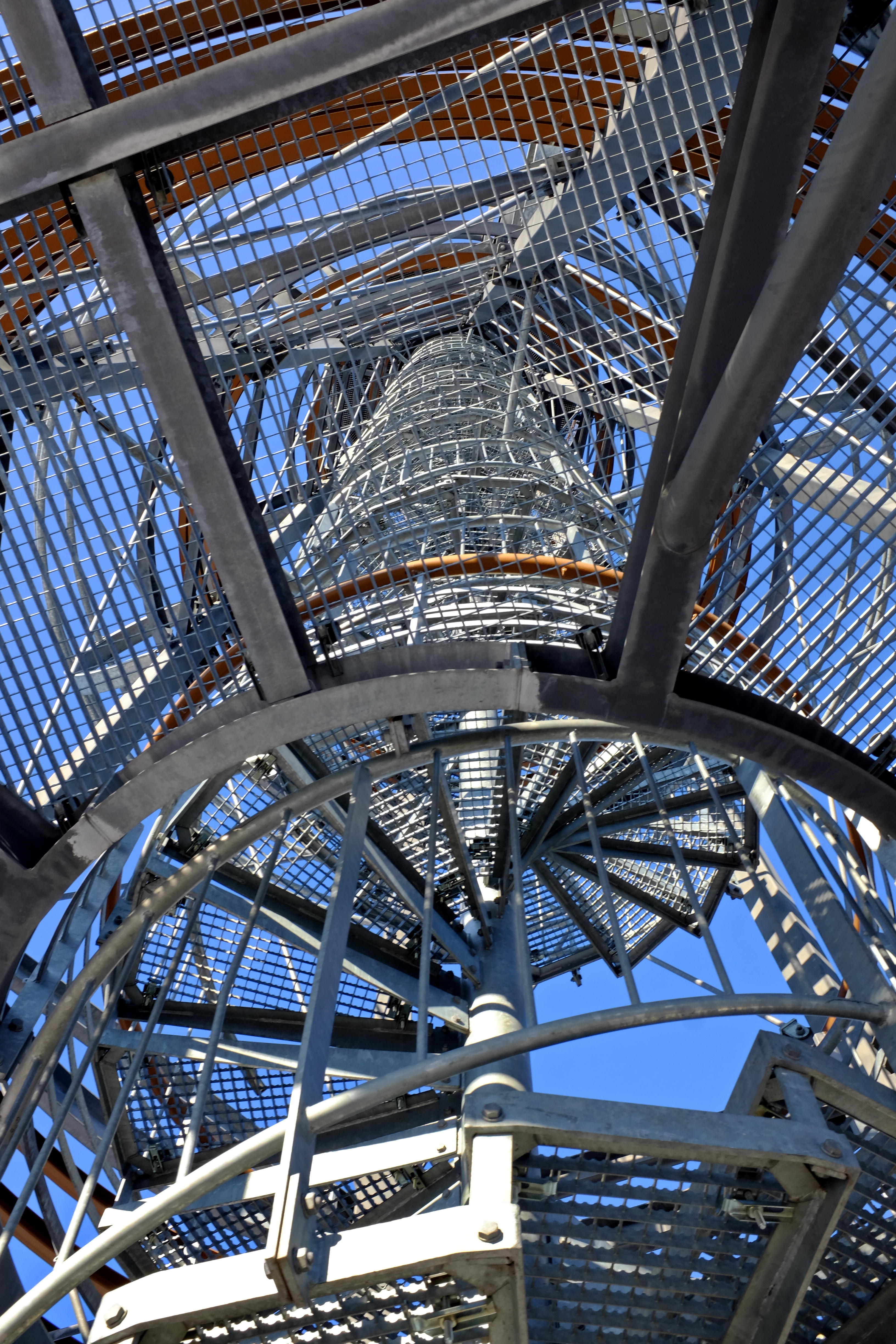
Ocelová konstrukce
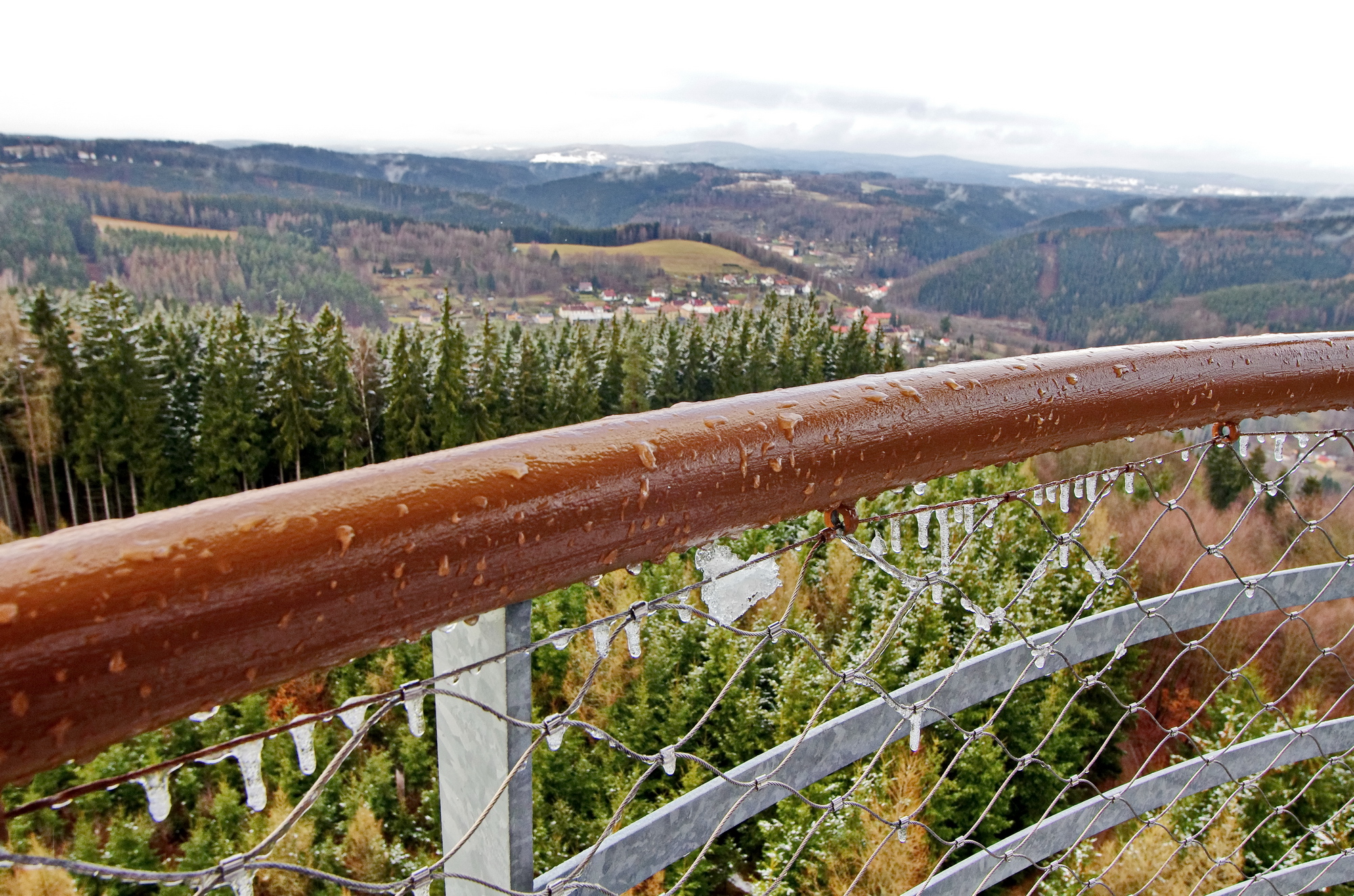
Vyhlídková plošina
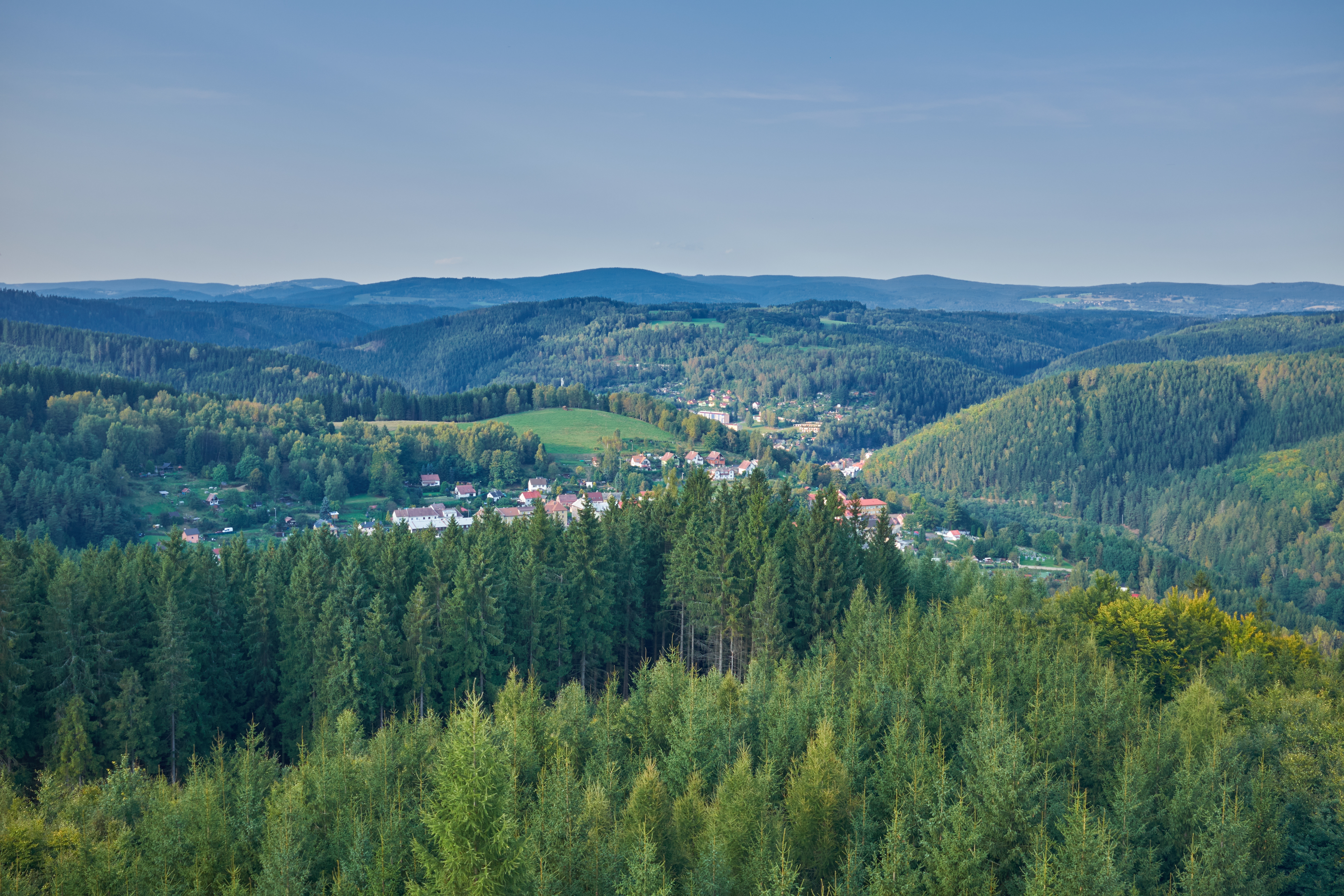
Pohled z rozhledny severním směrem na Oloví
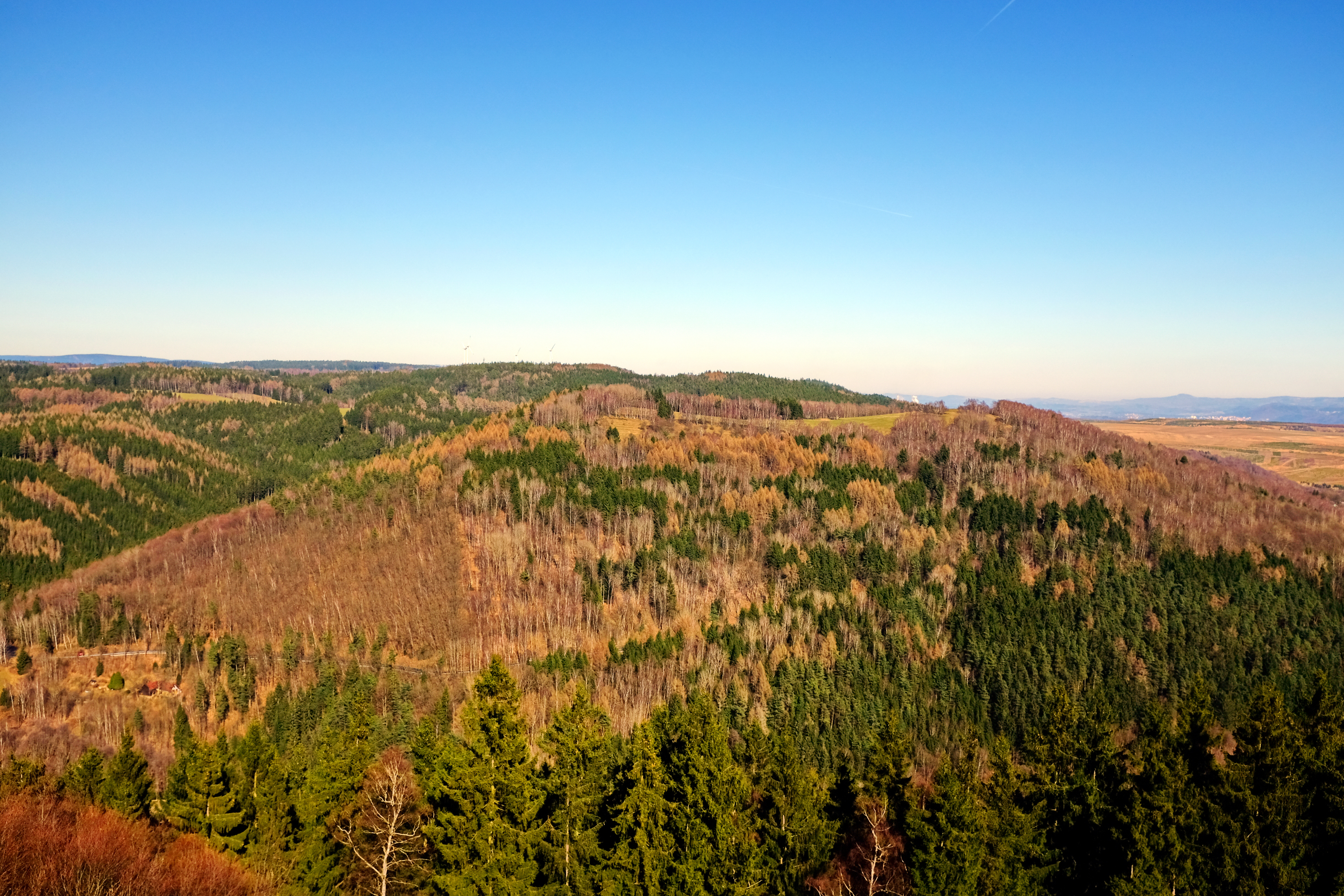
Pohled východním směrem na Boučský vrch
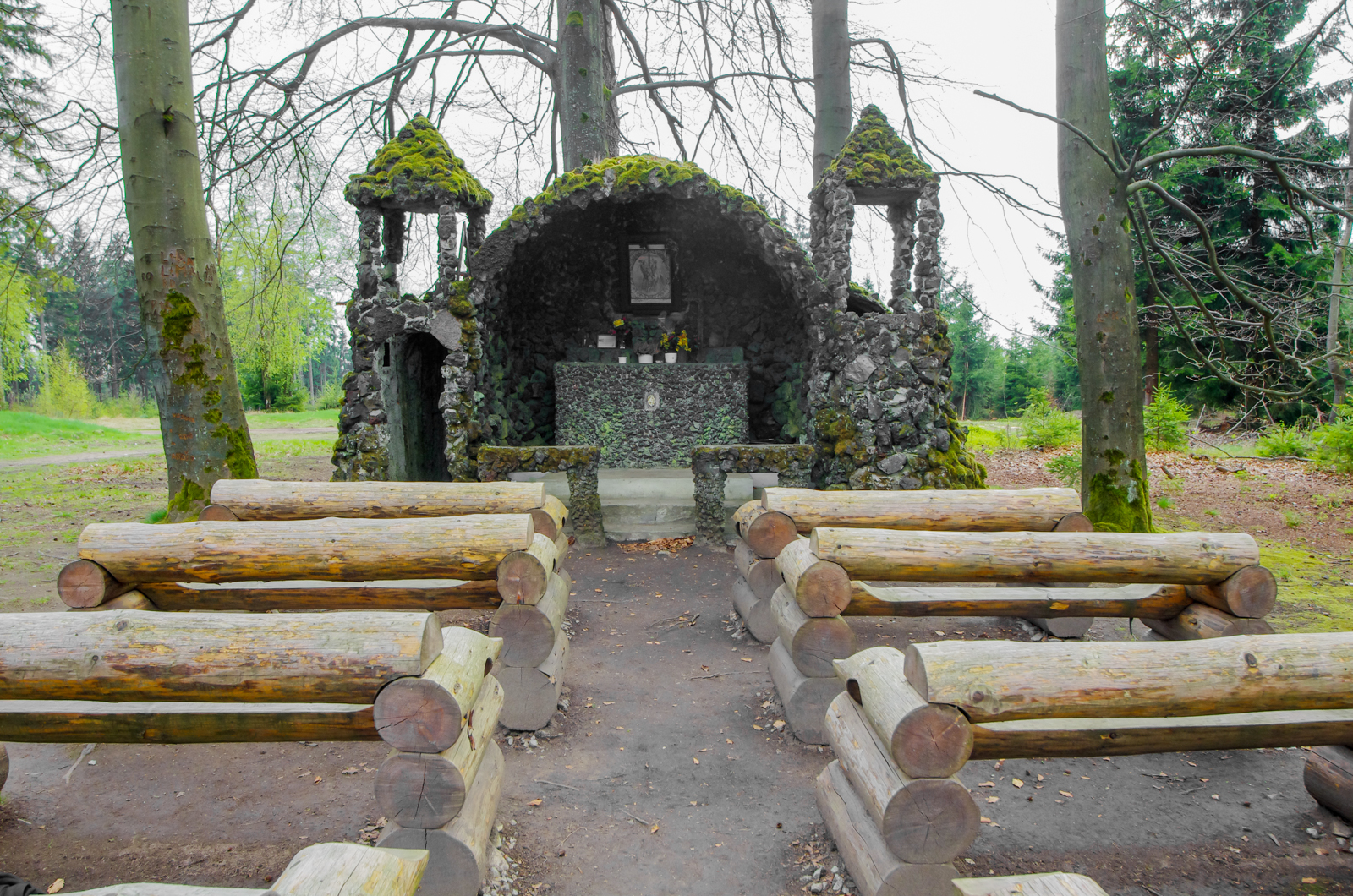
Černá kaplička na Šibeničním vrchu